# ماتيو تريفولوني
ماتيو سيموني تريفولوني (بالإيطالية: Matteo Trefoloni) (مواليد 31 مارس 1971 في سيينا) حكم كرة قدم إيطالي. بدأ مسيرته التحكيمية في سنة 1998. قرر الاتحاد الدولي لكرة القدم اعتماده حكما دوليا في سنة 2004.